# Немецкое зоологическое общество
Немецкое зоологи́ческое о́бщество (нем. Deutsche Zoologische Gesellschaft, DZG) — научное общество зоологов Германии, исследующих животных и популяризующих сведения о них. Основано в 1890 году во Франкфурте-на-Майне.

## История
Одно из старейших зоологических обществ мира было основано в 1890 году во Франкфурте-на-Майне. Органы общества — это общее собрание, комиссия и правление. Согласно уставу общества его Правление избирается на очередные 2 года.

## Издания
Сразу после основания Немецкого зоологического общества в качестве его основного печатного органа был избран журнал Zoologischer Anzeiger. Вплоть до 2003 года материалы общества также публиковались в Zoologische Jahrbücher и Zoology. 
В 2004 году общество начало издание онлайн-журнала Frontiers in Zoology, который выпускается на базе электронного издательства BioMed Central.

## Награды
Немецкое зоологическое общество регулярно присуждает научные награды и премии.

### Медаль Карла Риттера фон Фриша
Крупнейшая награда в области зоологии в Германии (10 000 евро) названа в честь энтомолога Карла Риттера фон Фриша, Нобелевского лауреата. Вручается с 1980 года один раз в 2 года за крупные достижения и исследования в области зоологии, которые представляют интеграцию сведений нескольких биологических дисциплин.
- 1980 Франц Хубер[нем.], физиология поведения
- 1982 Вернер, Нахтигалль[нем.], бионика
- 1984 Отто, Кинне[нем.], морская экология
- 1986 Мартин Линдауэр, этология
- 1988 Томас Айснер, биология и химическая экология
- 1990 Герхард Нойвайлер[нем.], зоология, нейробиология, физиология
- 1992 Херберт Екле[нем.], биофизика
- 1994 Рюдигер Венер[нем.], зоология и физиология поведения
- 1996 Берт Холлдоблер, этология, социобиология и эволюционная экология
- 1998 Петер Бертхольд[нем.], орнитология
- 2000 Вальтер Геринг, эволюционная физиология и генетика
- 2002 Фридрих Барт[нем.], нейробиология
- 2004 Рандольф Менцель[нем.], нейробиология
- 2006 Мартин Хайзенберг[нем.], нейробиология
- 2008 Хельдмайер, Герхард[нем.], этология
- 2018 Станислав Горб[5]

## Президенты общества
- 1890/91 Рудольф, Лейкарт (1822—1898)
- 1892/93 Франц Эйльхард Шульце (1840—1921)
- 1894/95 Эрнст Элерс (1835—1925)
- 1896/97 Отто Бючли (1848—1920)
- 1898/99 Франц Эйльхард Шульце (1840—1921)
- 1900/01 Губерт Людвиг (1852—1913)
- 1902/03 Карл Хун (1852—1914)
- 1904/05 Иоганн Вильгельм Шпенгель (1852—1921)
- 1906/07 Рихард Хертвиг (1850—1937)
- 1908/09 Людвиг Графф (1851—1924)
- 1910/11 Фридрих Чокке (1860—1936)
- 1912/13 Ойген Коршельт[нем.] (1858—1946)
- 1914/15 Карл Хайдер[нем.] (1856—1935)
- 1916/17 Макс Браун (1850—1930)
- 1918/19 Вилли Георг Кюкенталь (1861—1922)
- 1920/21 Людвиг Дёдерляйн[нем.] (1855—1936)
- 1922/23 Валентин Хеккер[нем.] (1864—1927)
- 1924/25 Ханс Ломан[нем.] (1863—1934)
- 1926 Людвиг Румблер[нем.] (1864—1939)
- 1927 Рихард Хессе[нем.] (1868—1944)
- 1928 Фриш, Карл фон (1886—1982)
- 1929 Ян Верслёйс[нем.] (1873—1939)
- 1930 Вальдемар Шляйп[нем.] (1879—1948)
- 1931 Макс Хартманн[нем.] (1876—1962)
- 1932 Карл Циммер[нем.] (1873—1950)
- 1933 Фриц Бальцер (1884—1974)
- 1934 Пауль Бухнер[нем.] (1886—1978)
- 1935 Эрнст Маттес[нем.] (1889—1958)
- 1936 Эрнст Маттес[нем.] (1889—1958)
- 1936/37 Вильгельм Шмидт[нем.] (1889—1958)
- 1938/39 Альбрехт Хазе[нем.] (1882—1962)
- 1940 Херманн Вебер[нем.] (1899—1956)
- 1941 Ханс Юрген Штаммер[нем.] (1899—1968)
- 1942 Отто Мангольд[нем.] (1891—1962)
- 1943-45 Адольф Ремане (1898—1976)
- 1949/50 Альбрехт Хазе[нем.] (1882—1962)
- 1951/52 Вульф Анкель[нем.] (1897—1983)
- 1953/54 Бернхард Ренш[нем.] (1900—1990)
- 1955/56 Отто Кёллер[нем.] (1889—1974)
- 1957/58 Курт Косвиг[нем.] (1903—1982)
- 1959/60 Альфред Кестнер[нем.] (1901—1971)
- 1961/62 Фридрих Зайдель[нем.] (1897—1992)
- 1963/64 Адольф Ремане (1898—1976)
- 1965/66 Манфред Герш[нем.] (1909—1981)
- 1967/68 Эрих Райзингер[нем.] (1900—1978)
- 1969/70 Мартин Линдауэр (1918—2008)
- 1971/72 Фридрих Шаллер[нем.] (род. 1920)
- 1973/74 Гюнтер Оше[нем.] (1926—2009)
- 1975/76 Эрнст Флорай[нем.] (1927—1997)
- 1977/78 Дитрих Нойман[нем.] (род. 1931)
- 1979/80 Йоганн Шварцкопф[нем.] (1918—1995)
- 1981/82 Юрген Бёкх[нем.] (род. 1934)
- 1983/84 Клаус Иммельман[нем.] (1935—1987)
- 1985/86 Ханс Шнайдер[нем.] (род. 1929)
- 1987/88 Бернт Линцен[нем.] (1931—1988)
- 1989/90 Вернер Ратмайер[нем.] (1937—2003)
- 1991/92 Ханс-Райнер Дункер[нем.] (род. 1933)
- 1993/94 Франц Хубер[нем.] (род. 1925)
- 1995/96 Петер Клаус Зауэр[нем.] (род. 1941)
- 1997/98 Герхард Хелдмайер[нем.] (род. 1942)
- 1999/00 Альбрехт Фишер[нем.] (род. 1937)
- 2001/02 Герхард Нойвайлер[нем.] (1935—2008)
- 2003/04 Барбара Кёниг[нем.] (род. 1955?)
- 2005/06 Дитхард Тауц[нем.] (род. 1957)
- 2007/08 Йоганн-Вольфганг Вегеле[нем.] (род. 1953)
- 2009/10 Вольф-Михаэль Вебер[нем.] (род. 1954)
- 2011/12 Херман Вагнер[нем.] (род. 1953)
- 2013/14 Констанс Шафр[нем.] (род. 1959)
- 2015/16 Зюзанна Доблер[нем.] (род. 1956)
- 2017/18 Штефан Рихтер[нем.] (род. 1964)
- 2019/20 Якоб Энгельман[нем.]